# Sint-Catharinakathedraal

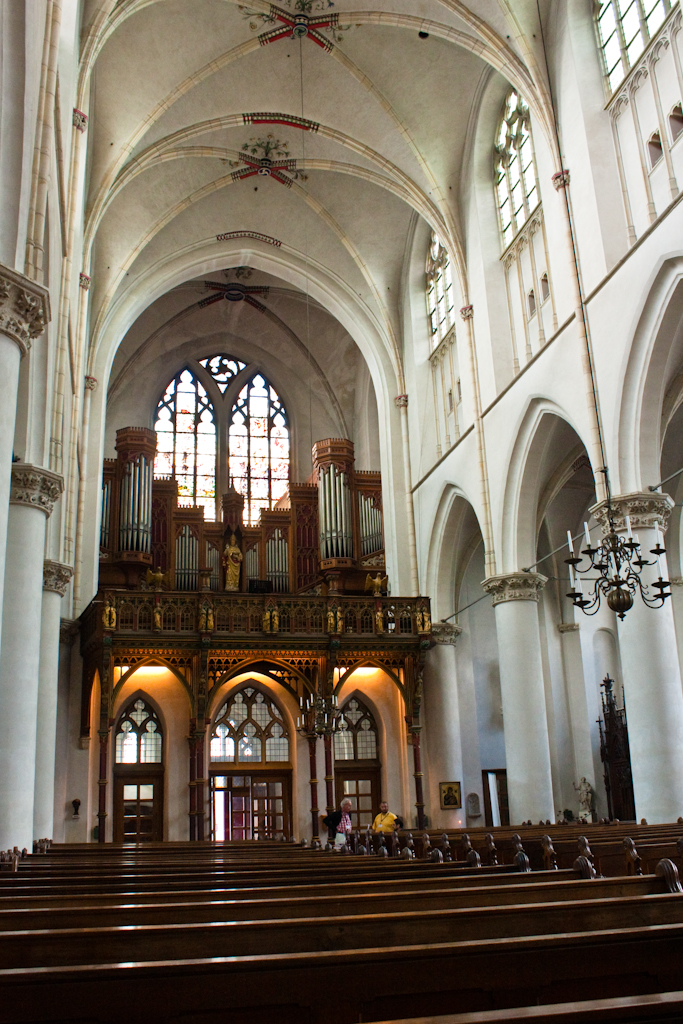
Interieur richting het westen met het Maarschalkerweerd-orgel

De Sint-Catharinakathedraal, beter bekend als de Catharijnekerk, is een kerk in de Nederlandse stad Utrecht, die in gebruik is als de kathedraal van het rooms-katholieke aartsbisdom Utrecht.

## Kloosterkerk
In 1468 begonnen de karmelieten hier met de bouw van een klooster, maar nog voordat de gebouwen voltooid waren moesten zij in 1529 plaatsmaken voor de johannieters. Deze kloosterlingen waren tot dan toe gevestigd geweest op het Catharijneveld, maar moesten daar vertrekken omdat op die plaats een dwangburcht (kasteel Vredenburg) gebouwd werd op last van keizer Karel V.
De johannieters voltooiden het kloostercomplex dat bekend kwam te staan als het Catharijneconvent. De kloostergebouwen zijn grotendeels bewaard gebleven en herbergen tegenwoordig het Museum Catharijneconvent; de kloosterkerk, gewijd aan beschermheilige Catharina van Alexandrië, kwam in 1560 gereed. Het is een grote kruiskerk in gotische stijl, die meer specifiek invloed vertoont van de Brabantse gotiek met zijn ronde zuilen en koolbladkapitelen. Het was de laatste middeleeuwse kerk die in Utrecht tot stand kwam. Bij de Hervorming in 1580, nog maar twintig jaar na de voltooiing, werd zij buiten gebruik gesteld en voor wereldlijke doeleinden ingericht, tot zij vanaf 1636 door de protestanten werd gebruikt.
In de Catharijnekerk zijn in de jaren daarna verschillende bekende Utrechters begraven, zoals de streng calvinistische theoloog Gisbertus Voetius en de schilders Abraham Bloemaert en Gerard van Honthorst.

## Kathedraal
Na de invoering van de godsdienstvrijheid in 1795 gingen de katholieken in Utrecht op zoek naar kerkruimten. Als enige van de middeleeuwse kerken in Utrecht werd de Catharijnekerk in 1815 teruggegeven aan de katholieken, eerst als garnizoenskerk, vanaf 1842 als parochiekerk, waarna zij, bij het herstel van de bisschoppelijke hiërarchie, in 1853 tot kathedraal verheven werd.
Het gebouw werd vervolgens van 1859 tot 1901 door het atelier van Friedrich Wilhelm Mengelberg in neogotische stijl versierd, en in 1900 werd het schip door architect Alfred Tepe met één travee naar het westen toe verlengd. De nieuwe westpartij, waarvan de gevel een vrij getrouwe kopie van de oude was, kreeg een 53 meter hoge toren die geïnspireerd is op die van het stadhuis in Kampen. Het monumentale westvenster uit 1902 (Verdrijving uit het Paradijs van Adam en Eva en Het Laatste Oordeel) is van glazenier Cornelis van Straaten. 
Bij een restauratie van 1955 tot 1965 werden de meeste neogotische elementen weer verwijderd en werd het interieur grotendeels teruggebracht naar de situatie in 1636 die is vastgelegd op tekeningen van Pieter Jansz Saenredam. De waardering voor de neogotiek is sindsdien echter gegroeid. In 2003 bleek het mogelijk om de veertien kruiswegstaties van Mengelberg uit 1898 in de kerk te herplaatsen.

### Plan tot sluiting en terugdraaiing
Op 28 mei 2018 maakte met parochiebestuur van de Personele Unie van de drie samenwerkende Utrechtse parochies bekend dat de kerk wegens financiële tekorten van de gezamenlijke Utrechtse parochies op termijn aan de eredienst zou moeten worden onttrokken. In de plannen werd de kathedrale functie verplaatst naar de Sint-Augustinuskerk en zou het gebouw worden overgedragen aan het aangrenzende Museum Catharijneconvent.
Op 2 maart 2019 maakte het bestuur bekend dat de aartsbisschop van Utrecht, kardinaal W.J. Eijk het besluit had genomen de procedure die zou leiden tot de sluiting van de Ste.-Catharinakathedraal stop te laten zetten, vanwege het gebrek aan draagvlak voor de sluiting en vanwege het nationale belang van deze Metropolitane Kathedraal van de Nederlandse Kerkprovincie.

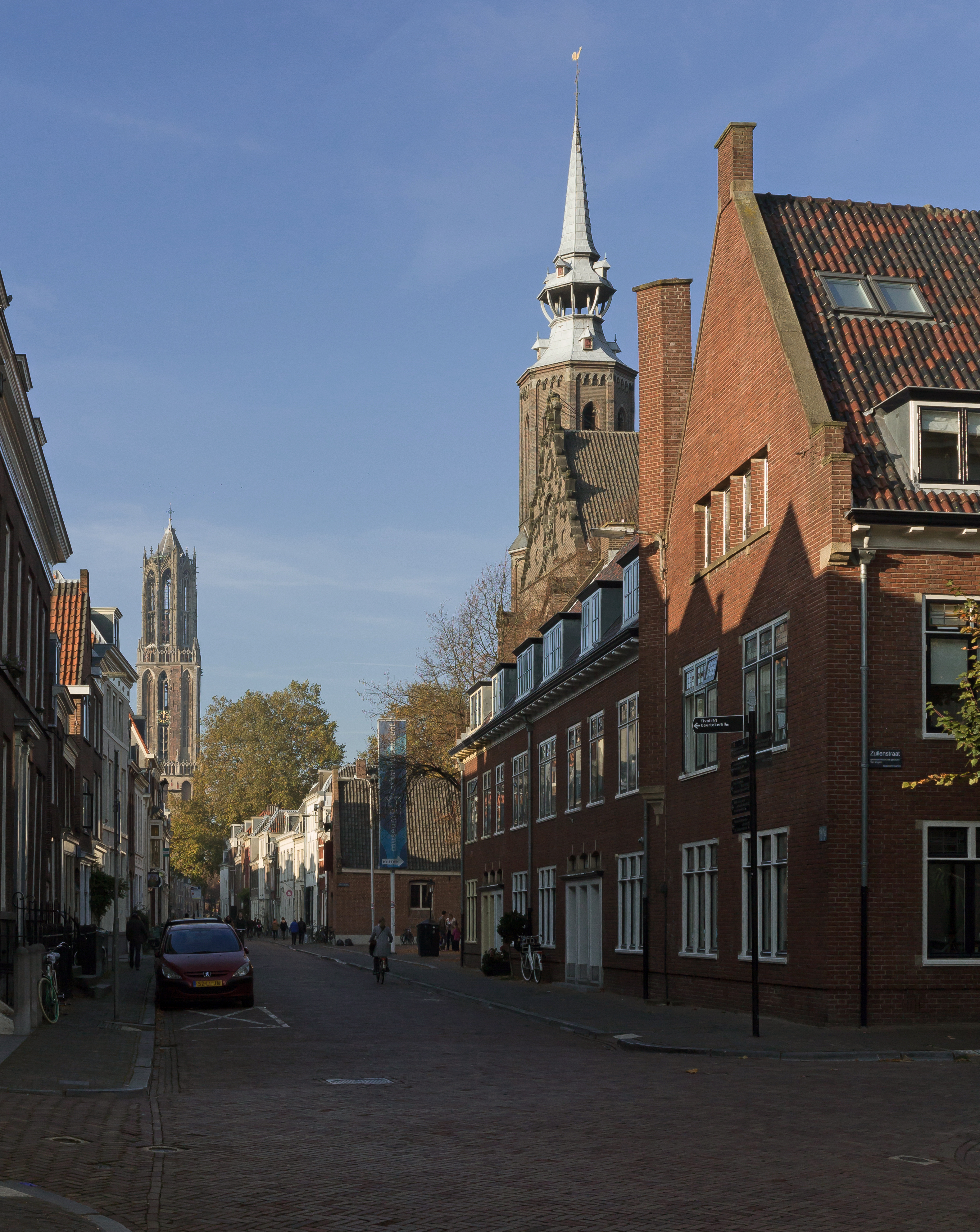
Utrecht, de Sint Catharinakathedraal met de Domtoren op de achtergrond
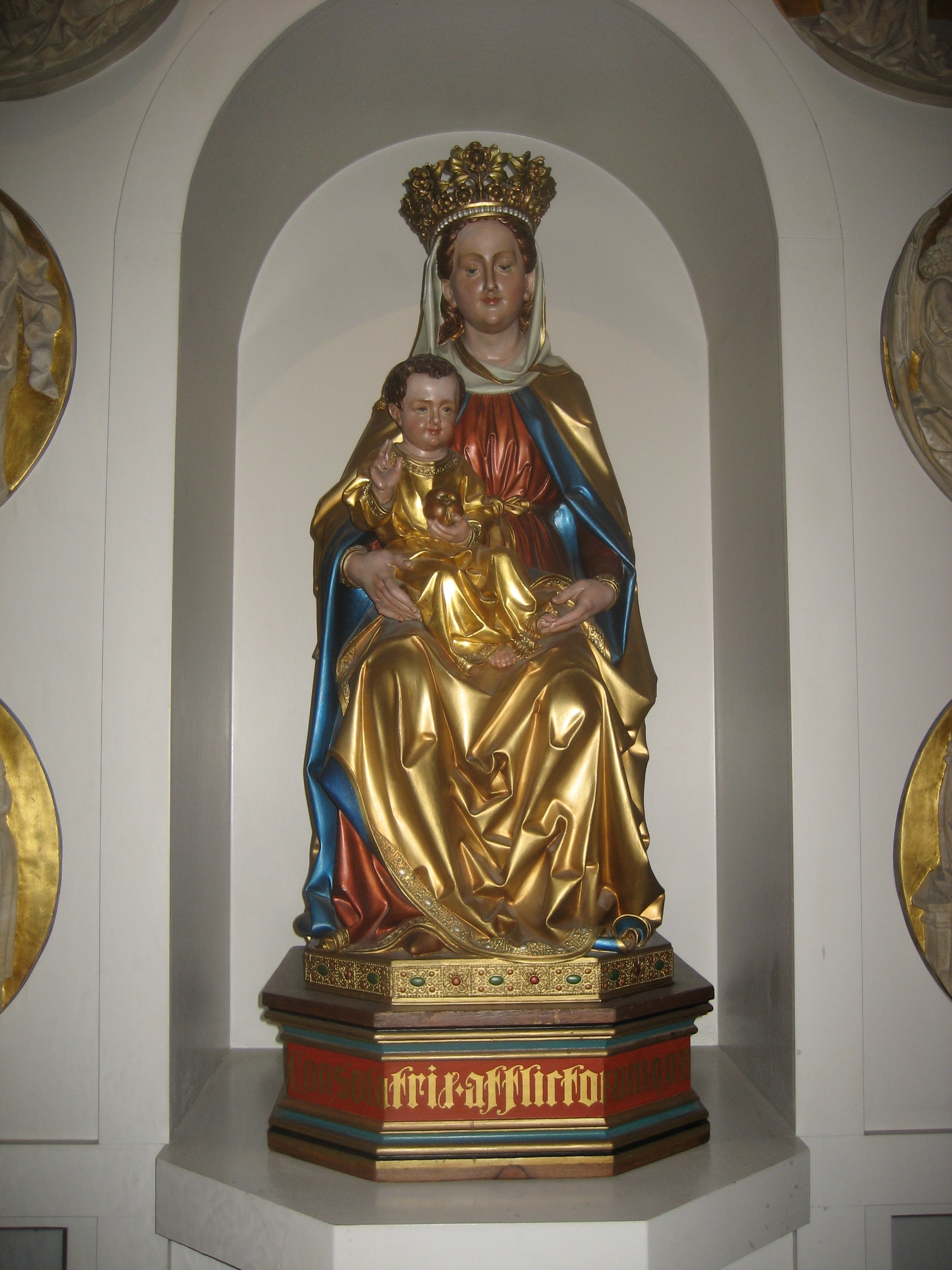
Mariakapel

## Inventaris
- De houten meubelen. Hoewel het interieur in de zestiger jaren van de twintigste eeuw grotendeels is ontdaan van de neogotische aankleding, zijn enkele inventarisstukken bewaard gebleven. Vermeldenswaardig zijn vooral de sedilia (1867), de bisschopstroon (1868) en het doksaal (1871, thans aan de westzijde van de kerk); deze meubelen zijn vervaardigd door F.W. Mengelberg.
- De beelden. In 1984, 1996 en 2005 werden de kalkstenen neogotische beelden van de heilige Catharina, Johannes de Doper en Barbara van kunstenaar F.W. Mengelberg herplaatst in de kathedraal. Daarnaast bevinden zich nog twaalf neogotische kalkstenen beelden in het priesterkoor, die omstreeks 1897 door F.W. Mengelberg zijn vervaardigd. Het gestuct zinken negentiende-eeuwse beeld van Willibrord is afkomstig uit de in 1970 gesloopte Sint-Willibrorduskerk buiten de Veste te Amsterdam en sinds 2005 in de kathedraal opgesteld boven de ingang van de Vredeskapel. Het beeld is afkomstig uit het atelier van Dupon in België.
- De gebrandschilderde ramen. Omstreeks 1891 werden onder andere door glazenier H. Geuer voor het noordertransept het Mariavenster en voor het zuidertransept het Eucharistievenster vervaardigd. Het westvenster dateert uit 1902 (Cornelis van Straaten) en toont onder andere het paradijs en het Laatste Oordeel. In 1965-1966 vervaardigde het atelier Geutjens te Venlo de drie koorvensters naar ontwerp van Joep Nicolas te Roermond. Het noordelijke bestaat uit twee delen: onderaan de voorstelling van de heilige Catharina van Alexandrië met het rad, daarboven taferelen uit het leven van Mozes; het middenvenster bestaat uit drie delen: onderaan de voorstelling van de monnik Willibrord, daarboven de genezing van een maanzieke jongeling en geheel bovenaan Christus op de berg Tábor; het zuidelijk venster bestaat uit twee delen: onderaan de voorstelling van Sint-Maarten met de bedelaar, daarboven taferelen uit het leven van de profeet Elia.
- De Mariamedaillons in de Mariakapel. De Mariamedaillons en het beeld van Maria van Kevelaer in de Mariakapel zijn afkomstig uit het voormalig Maria-altaar van de negentiende-eeuwse Onze Lieve Vrouw ten Hemelopnemingkerk (gesloopt in 1972) aan de Biltstraat in Utrecht. Zij zijn vervaardigd door het atelier van F.W. Mengelberg. In 1992 kreeg het Mariabeeld een plaats in de nis van het zuidertransept naast de ingang van het Catharijneconvent, waarna in 1995 de bijbehorende medaillons werden geplaatst. Bij de inrichting van de nieuwe Mariakapel in 2002 (voormalige doopkapel) verhuisde het gehele ensemble van het zuidertransept naar deze kapel. Het beeld en de medaillons werden naar het voorbeeld van het oude, verloren gegane Maria-altaar in de Onze-Lieve-Vrouw-ten-Hemelopnemingkerk (Utrecht), herplaatst. Deze Mariakapel werd op 27 oktober 2002 ingewijd.
- De Willibrordschrijn onder het altaar uit 1939; een belangrijk werk van de twee edelsmeden, de gebroeders Jan Eloy en Leo Brom te Utrecht. Deze schrijn wordt sinds 2002 in de jaarlijkse Willibrordprocessie meegedragen.
- De sacramentstoren. Een sacramentstoren in de vormentaal van de late gotiek siert sinds 7 maart 2004 het priesterkoor op de plaats waar ooit het hoogaltaar stond. Het werk is geïnspireerd op de gotische dodenlantaarn uit 1483 van de Maria Magdalenakerk in Sonsbeck (nabij Xanten, Duitsland). Aangezien er in Nederland nog slechts weinig gotische sacramentstorens overblijven, alleen Meerssen (Sacramentsbasiliek) en Utrecht (Agnietenkapel Centraal Museum, restanten afkomstig uit de Petruskerk in Woerden), is dit exemplaar een waardevolle aanvulling op dit bestand.

## Orgels
Hoofdorgel
Het grote orgel boven de hoofdingang werd gebouwd in 1903 door de Utrechtse orgelbouwer Michaël Maarschalkerweerd. Aanvankelijk was het een instrument met twee manualen en vrij pedaal. In 1939 werd het met een manuaal uitgebreid. Het heeft sindsdien 31 registers. In 1996 is het orgel gerestaureerd.
Kleinere orgels
- Het Engelse orgel dateert uit 1852 en is gebouwd door Daniel Gray. Het heeft vanaf 1989 in een vrijgemaakt-gereformeerde kerk in Veendam gestaan en functioneert sinds 2012 als koororgel in de Sint-Catharinakathedraal. Het heeft twee manualen, acht registers en een aangehangen pedaal.
- Van het kabinetorgel uit 1770 is de bouwer onbekend. Het heeft één manuaal en acht registers. Het staat sinds 1971 in de Sint-Catharinakathedraal.
- Het kistorgeltje, in 1979 gebouwd door Elbertse Orgelmakers, heeft één manuaal en vier registers.

Historische kerkgebouwen:
Sint-Augustinuskerk · Buurkerk · Sint-Catharinakathedraal · Domkerk · Doopsgezinde kerk · Geertekerk · Jacobikerk · Jacobuskerk · Janskerk · Kerkenkruis · Lutherse Kerk · Mariakerk · Maria Minor · Nicolaïkerk · Pieterskerk · Sint-Gertrudiskathedraal · Sint-Martinuskerk · Sint-Salvatorkerk · Sint-Willibrordkerk · Westerkerk

Overige kerkgebouwen:
Adventkerk · Bethelkerk · Blijde Boodschapkerk · Gerardus Majellakerk · Heilig Hartkerk · Holy Trinity Church · H. Johannes de Doper en H. Bernarduskerk · Johanneskerk · Mattheüskerk · Nieuwe Kerk · Sint-Aloysiuskerk ·Sint-Antoniuskerk · Sint-Dominicuskerk · Sint-Gertrudiskerk · Sint-Jacobuskerk · Sint-Josephkerk · Sint-Rafaëlkerk · Stefanuskerk · Tuindorpkerk · Wederkomst des Herenkerk · Wilhelminakerk · Willem de Zwijgerkerk

Deels gesloopte kerken:
Oranjekerk

Gesloopte kerken:
Christus Koningkerk · Begijnekerk · Heilig Kruiskapel · Johannes de Doperkerk  · Julianakerk · Lucaskerk · Onze-Lieve-Vrouw-van-Goede-Raadkerk · 
Onze-Lieve-Vrouw-ten-Hemelopnemingkerk · Oosterkerk · Sint-Bernarduskerk · Sint-Dominicuskerk (Walsteegkerk) · Sint-Ludgeruskerk · Sint-Monicakerk · Sint-Nicolaaskerk · Sint-Pauluskerk · Sint-Salvatorkerk · Vaartkerk · Zuiderkerk

Voormalige kerken:
Emmaüskerk · Noorderkerk · Leeuwenbergkerk · Sint-Isidoruskerk

Lijst van kerken in Utrecht